# Гандхарвы
Гандха́рвы (санскр. गन्धर्व, IAST: gandharva, «благоуханный») — класс полубогов в индуизме. Гандхарвы описываются в «Махабхарате», «Рамаяне» и Пуранах как мужья или возлюбленные апсар, как певцы и музыканты, услаждающие дэв. Гандхарвы дали название древнеиндийской теории музыки («Гандхарва-веда») и одному из видов брака (брак гандхарва — добровольный союз девушки и жениха без одобрения родителей). В эпосе они также выступают и как воины, вооружённые луками, которые иногда могут быть враждебны людям.
Данная мифологема, возможно, восходит к общеиндоевропейской эпохе, о чём свидетельствуют параллели в мифологиях других индоевропейских народов (например, памирские жиндурвы, греческие кентавры). В «Ригведе» упоминается только один гандхарва — хранитель сомы, иногда отождествляемый с сомой, супруг «женщины вод» (апсарас); от него и апсарас рождаются первопредки людей — близнецы Яма и Ями. Гандхарва пребывает в верхнем небе, ассоциируется с солнцем и солнечным светом. Иногда он выступает как демон, враждебный Индре. В «Атхарваведе» число гандхарвов достигает нескольких тысяч, они — вредоносные духи воздуха, лесов и вод. В «Шатапатха-брахмане» гандхарвы похищают у богов сому, но вынуждены вернуть его, соблазнённые богиней Вач.

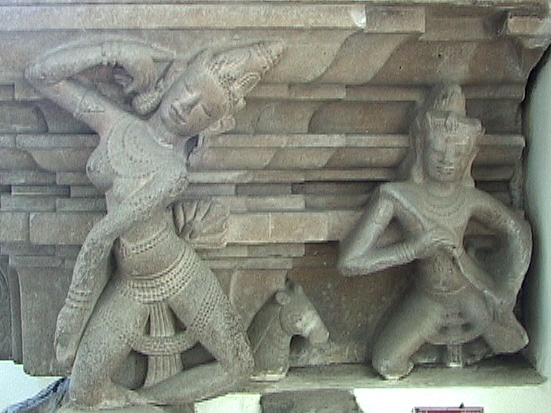
Гандхарва (справа) с Апсарой, X век, Тямы, Вьетнам

Различно трактуется происхождение гандхарвов: согласно «Вишну-пуране», они возникли из тела Брахмы, когда однажды он пел; «Хариванша» называет их отцом внука Брахмы — Кашьяпу, а их матерями — дочерей Дакши (Муни, Прадха, Капила и Аришта). Пураны и эпос упоминают многих царей гандхарвов, среди которых наиболее значительны Читраратха, Сурьяварчас, Вишвавасу и риши Нарада. Также часто упоминаются гандхарвы Тумбуру и Читрасена. В царствование Вишвавасу, по пуранической легенде, возникла вражда между гандхарвами и нагами: сначала гандхарвы проникли в подземное царство нагов и отняли у них их сокровища, затем нагам с помощью Вишну удалось прогнать гандхарвов и возвратить свои богатства.
Большую роль в мифологии гандхарвов играют кони. Гандхарвы возят бога Куберу, являясь при этом наполовину конями, наполовину птицами. Цари гандхарвов приводят в качестве подарков лошадей; в эпосе часто говорится о стране гандхарвов (Гандхарва-деша), славящейся конями. Эта местность отождествляется многими историками с Гандхарой (Гандхара-деша), которая была прославленным центром коневодства.
Есть гандхарвы женского рода — красивые и гармоничные гандхарви, возглавляемые абстрактной Гандхарви или прародительницей коней.
В буддизме гандхарвы играют скорее доктринальную, чем мифологическую роль. Там гандхарвой обычно называют тонкую форму существования сознания в промежуточном состоянии между смертью существа и новым рождением (санскр. антарабхава). Внешность этого «промежуточного существа» тяготеет к форме, которая будет обретена при рождении. Видеть гандхарву могут либо существа того же рода в том же состоянии, либо те, кто обладают «божественным зрением». Гандхарва питается запахами, его сознание замутнено; влекомый жаждой (тришна), он ищет себе «оптимальное лоно», и, найдя, устремляется к месту своей будущей формы существования.
Васубандху в трактате «Абхидхармакоша» (III, 12) писал: «Зародыш (гарбха) входит в материнское лоно при наличии трех условий: (1) [когда] мать здорова и менструации регулярны, (2) [когда] мать и отец, охваченные желанием, соединяются в половом акте и (3) [когда] присутствует гандхарва».